# Projeção quincuncial de Peirce

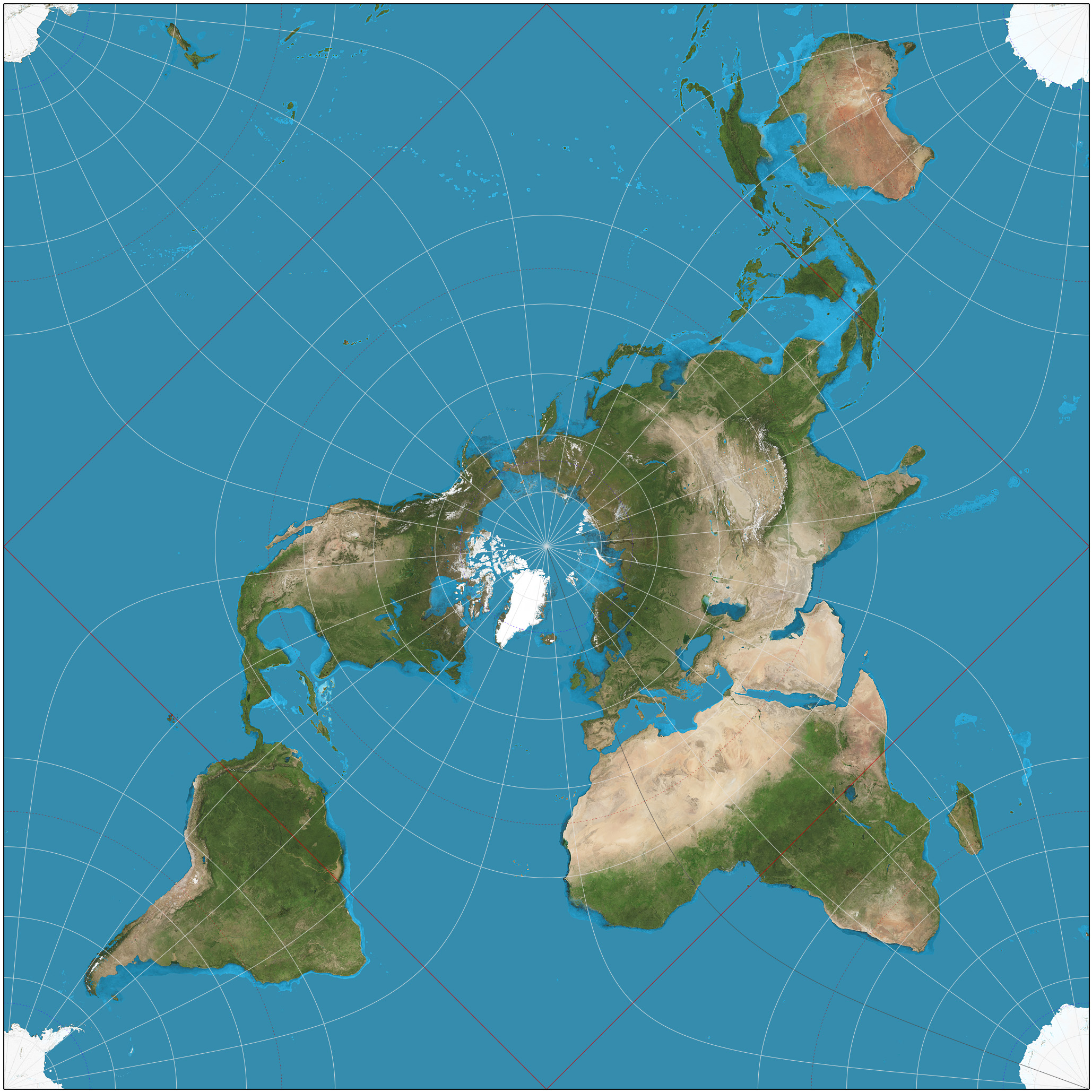
Projeção quincuncial de Peirce do mundo. O equador vermelho é um quadrado cujos cantos são os únicos quatro pontos do mapa nos quais a projeção não é conforme.

A projeção quincuncial de Peirce com a indicatriz de deformação de Tissot.

A projeção quincuncial de Peirce é a projeção cartográfica conforme da esfera para um diedro quadrado desdobrado, desenvolvida por Charles Sanders Peirce em 1879.  Cada octante se projeta em um triângulo retângulo isósceles e estes são organizados em um quadrado. O nome quincuncial refere-se a este arranjo: o pólo norte no centro e os quartos do pólo sul nos cantos formam um padrão de quincunce como os pontos na face cinco de um dado tradicional. A projeção tem a propriedade distintiva de formar um ladrilho quadrado contínuo do plano, conforme exceto em quatro pontos singulares ao longo da linha do equador.
Normalmente a projeção é quadrada e orientada de forma que o pólo norte fique no centro, mas um aspecto oblíquo em um retângulo foi proposto por Émile Guyou em 1887, e um aspecto transversal foi proposto por Oscar Adams em 1925.
A projeção tem sido usada na fotografia digital para retratar panoramas esféricos.

## História
O amadurecimento da análise complexa levou a técnicas gerais de mapeamento conforme, onde os pontos de uma superfície plana são tratados como números no plano complexo. Enquanto trabalhava no United States Coast and Geodetic Survey, o filósofo americano Charles Sanders Peirce publicou sua projeção em 1879,  tendo sido inspirado pela transformação conforme de H. A. Schwarz de 1869 de um círculo em um polígono de n lados (conhecido como o Mapeamento Schwarz-Christoffel). No aspecto normal, a projeção de Peirce apresenta o Hemisfério Norte em forma de quadrado; o Hemisfério Sul é dividido em quatro triângulos isósceles circundando simetricamente o primeiro, semelhante a projeções semelhantes a estrelas. Com efeito, todo o mapa é um quadrado, inspirando Peirce a chamar sua projeção de quincuncial, após a disposição de cinco itens em um quincunce.

## Usos conhecidos

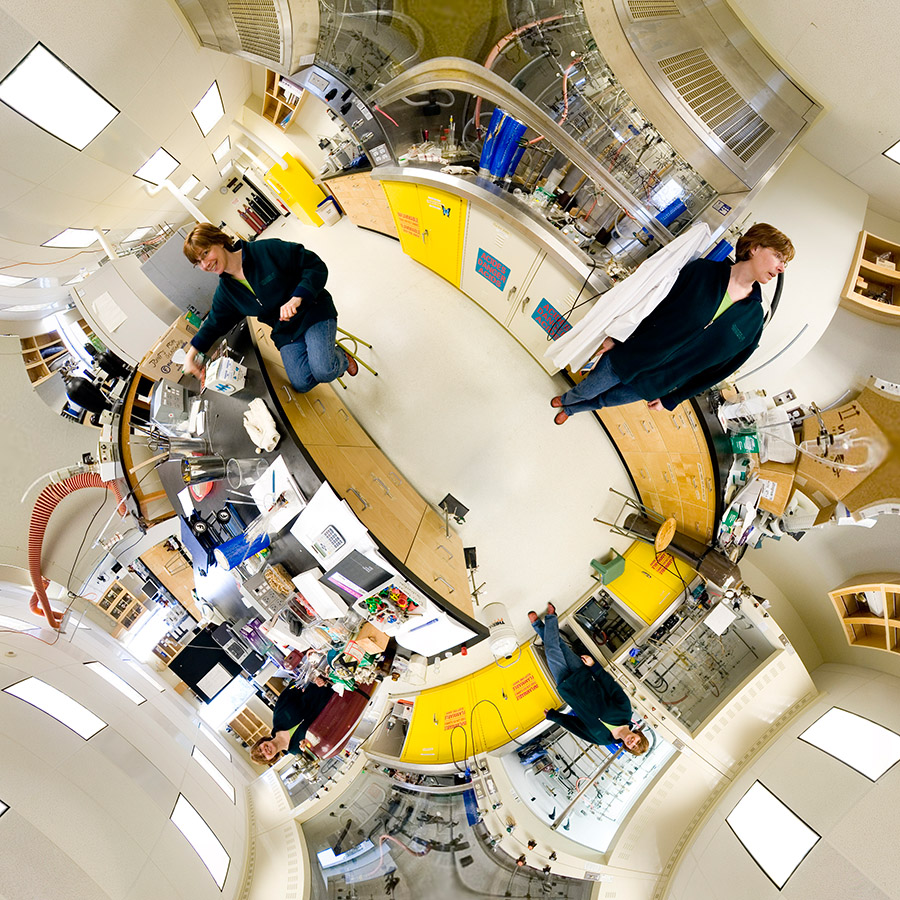
Usando a projeção quincuncial de Peirce para apresentar um panorama esférico.

Como muitas outras projeções baseadas em números complexos, o quincuncial de Peirce raramente tem sido usado para fins geográficos. Um dos poucos casos registrados foi em 1946, quando foi usado pelo mapa mundial de rotas aéreas do US Coast and Geodetic Survey.  Tem sido usado recentemente para apresentar panoramas esféricos para fins práticos e estéticos, onde pode apresentar toda a esfera com a maioria das áreas reconhecíveis. 

## Referências

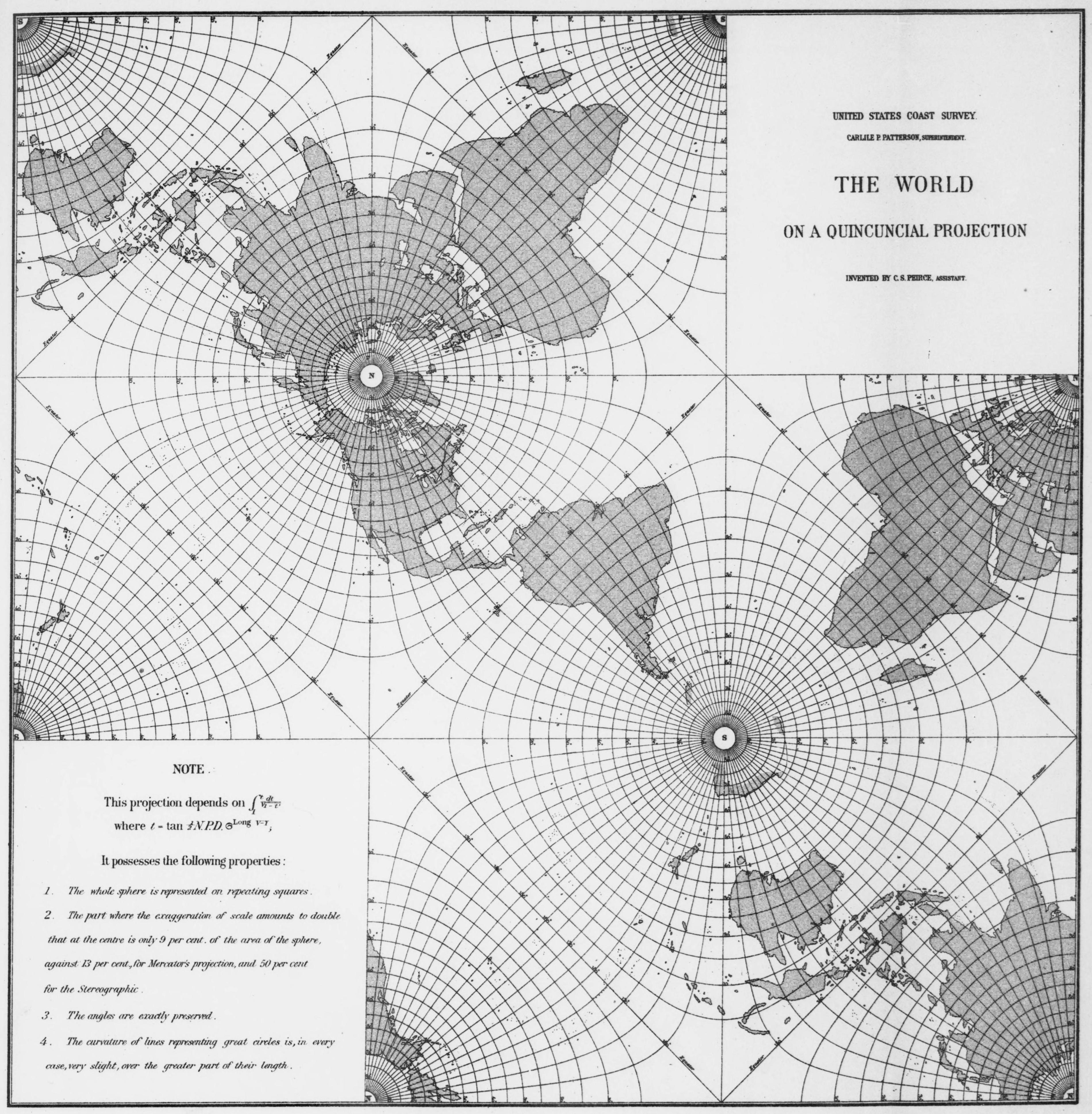
"O Mundo em uma Projeção Quincuncial", de Peirce (1879) "Uma Projeção Quincuncial da Esfera". American Journal of Mathematics, 2 (4): 394–397